# ماکسیم گونالون
ماکسیم گونالون (انگلیسی: Maxime Gonalons؛ زادهٔ ۱۰ مارس ۱۹۸۹) یک بازیکن فوتبال اهل فرانسه است که هم‌اکنون در رم بازی می‌کند.
از باشگاه‌هایی که در آن بازی کرده‌است می‌توان به لیون و رم اشاره کرد.
وی همچنین در تیم ملی فوتبال فرانسه بازی کرده‌است.
او در پست هافبک دفاعی بازی می‌کند.

## افتخارات

### باشگاهی
لیون
- جام حذفی فوتبال فرانسه: ۱۲–۲۰۱۱
- سوپر جام فوتبال فرانسه: ۲۰۱۲